# Ķegums (przystanek kolejowy)
Ķegums (ros. Кегумс) – przystanek kolejowy w miejscowości Ķegums, w gminie Ķegums, na Łotwie. Położony jest na linii Ryga - Dyneburg.
Przystanek pojawia się w rozkładzie w 1924. W 1936 przekształcony został w stację kolejową w związku z budową pobliskiej Elektrowni Wodnej Ķegums, którą stacja obsługiwała. W 1939 oddano do użytku obecny budynek dworca. W 1987 rozebrano dodatkowe tory i stacja kolejowa ponownie została przystankiem.